# كوروبولي
كوروبولي (بالإيطالية: Corropoli)‏ هي بلدية في مقاطعة تيرامو في إقليم أبروتسو الإيطالي.

## السكان
في سنة 1861 بلغ عدد السكان 3٬736 نسمة، وتطور العدد ليصل في سنة 2011 لـ 4٬750 نسمة.
يظهر هذا المخطط البياني تطور النمو السكاني لـ كوروبولي